# Pete La Roca
Peter Sims, conocido en el mundo del jazz como Pete La Roca (Nueva York, 7 de abril de 1938 - 19 de noviembre de 2012) fue un baterista y compositor estadounidense.

## Historial
En 1956, mientras estudia notaría, actúa en sesiones del Birdland, donde conoce a Max Roach, quien le buscará su primer trabajo profesional con Sonny Rollins (1957-1959). Después tocará con Slide Hampton, Tony Scott y John Coltrane (1960), aunque pronto forma su propio cuarteto. A partir de 1961, comienza a grabar con músicos como Steve Swallow, Don Ellis, George Russell y Paul Bley, acercándose al free jazz. a mediados de los años 1960, trabajará en los grupos de Art Farmer y Charles Lloyd, colaborando también con músicos como Joe Henderson, McCoy Tyner, Kenny Dorham, Steve Kuhn, etc.
En 1968 deja la escena musical para ejercer como abogado en Nueva York, hasta 1979, año en que regresa al jazz. Batería en su inicio típicamente hard bop, La Roca no ha sido un innovador, aunque sí permeable a los avances de su instrumento (Elvin Jones, Paul Motian, Jack DeJohnette...), poseedor de una envidiable técnica de "independencia de los cuatro miembros". y buscador de influencias étnicas, especialmente de la cultura hindú.

## Discografía

### Como líder
- Basra (Blue Note, 1965)
- Turkish Women at the Bath (Douglas, 1967) también editado como Bliss! (Muse 1968)
- Swingtime (Blue Note, 1997)

### Como acompañante (selección)
Con Sonny Clark
- Sonny Clark Quintets (Blue Note, 1965)

Con Johnny Coles
- Little Johnny C (Blue Note, 1963)

Con Joe Henderson
- Page One (Blue Note, 1963)
- Our Thing (Blue Note, 1963)

Con Freddie Hubbard
- Blue Spirits (Blue Note, 1964)
- The Night of the Cookers (Blue Note, 1965)

Con Booker Little
- Booker Little and Friend (Bethlehem, 1961)

Con Charles Lloyd
- Of Course, of Course (Columbia, 1965)

Con Jackie McLean
- New Soil (Blue Note, 1959)
- Bluesnik (Blue Note, 1961)

Con Sonny Rollins
- A Night at the Village Vanguard (Blue Note, 1957)

Con George Russell
- The Outer View (Riverside, 1962)